# Рагимов, Махмуд Джафар Кули оглы
Махмуд Джафар Кули оглы Рагимов (23 декабря 1905 — 10 июля 1989) — советский хозяйственный, государственный и политический деятель.

## Биография
Родился 23 декабря 1905 года в Баку. Член ВКП(б).
С 1920 года — на хозяйственной, общественной и политической работе. В 1920—1975 гг. — рассыльный в продовольственный отдел водного транспорта, библиотекарь в профсоюзе моряков, приказчик в магазине Кастпо, заведующий секретным делопроизводством, начальник канцелярии Бакинского порта, главный диспетчер, заместитель начальника службы эксплуатации, начальник службы эксплуатации, первый заместитель начальника пароходства «Касптанкер», заместитель председателя Совета Министров Азербайджанской ССР, начальник объединенного Каспийского пароходства, идейный вдохновитель и руководитель сооружения паромной переправы Баку—Красноводск, уполномоченный Министерства морского флота СССР в Египте, начальник морского агентства в Иране.
Избирался депутатом Верховного Совета СССР 3-го и 4-го созывов.
Скончался 10 июля 1989 года.